# Jošan
Jošan (korábban Donje- és Gornje Jošane) falu Horvátországban, Lika-Zengg megyében. Közigazgatásilag Udbinához tartozik.

## Fekvése
Korenicától légvonalban 19 km-re, közúton 24 km-re délre, községközpontjától légvonalban 5 km-re, közúton 8 km-re északra, a Korbavamező északkeleti szélén, az 1-es számú főút mellett fekszik.

## Története
A török 1527-ben szállta meg Lika és Korbava területét, melynek korábbi horvát lakossága elmenekült. A török uralom idején teljes lakosságcsere ment végbe, mivel az elhagyott területre pravoszláv vlachok és katolikus bunyevácok érkeztek. A török kiűzése 1689 után a terület a katonai határőrvidék része lett. Ekkor Dalmáciából újabb szerb telepesek érkeztek, akik először Otocsán környékén Brlog vidékén telepedtek le, majd innen települtek át a mai Pećane és Jošan falvakba. A falunak 1857-ben 1473, 1910-ben 1493 lakosa volt. A trianoni békeszerződés előtt Lika-Korbava vármegye Udbinai járásához tartozott. Ezt követően előbb a Szerb-Horvát-Szlovén Királyság, majd Jugoszlávia része lett. 1991-ben lakosságának 98 százaléka szerb nemzetiségű volt, akik a debelo brdoi parókiához tartoztak. A falunak 2011-ben 66 lakosa volt, akik főként földműveléssel és állattartással foglalkoztak. A fiatalok többsége a nagyobb településkre költözött. Itt található a megye egyik legnagyobb szimmentáli marha telepe.

## Lakosság
| Lakosság változása | Lakosság változása | Lakosság változása | Lakosság változása | Lakosság változása | Lakosság változása | Lakosság változása | Lakosság változása | Lakosság változása | Lakosság változása | Lakosság változása | Lakosság változása | Lakosság változása | Lakosság változása | Lakosság változása | Lakosság változása |
| ------------------ | ------------------ | ------------------ | ------------------ | ------------------ | ------------------ | ------------------ | ------------------ | ------------------ | ------------------ | ------------------ | ------------------ | ------------------ | ------------------ | ------------------ | ------------------ |
| 1857               | 1869               | 1880               | 1890               | 1900               | 1910               | 1921               | 1931               | 1948               | 1953               | 1961               | 1971               | 1981               | 1991               | 2001               | 2011               |
| 1.473              | 1.704              | 1.451              | 1.715              | 1.767              | 1.493              | 1.475              | 1.347              | 698                | 693                | 627                | 504                | 289                | 227                | 67                 | 66                 |

(1900-ig Jošane néven.)

## Nevezetességei
- Szent Száva tiszteletére szentelt szerb pravoszláv temploma[5] 1881-ben épült. A második világháborúban felgyújtották.[6] Egyhajós épület, a hajónál keskenyebb félköríves apszissal. A főhomlokzat délnyugati tájolású. A hajót diadalív választja el a szentélytől, míg a kórus alatti terület hajó felé eső részét három félköríves nyílás tagolja, amelyek közül a középső valamivel szélesebb. A főhomlokzat egy lépcsőzetesen kiugró portállal, és a kórus magasságában félköríves ablaknyílásokra van tagolva. A templomot a jošanból származó Dana Banjanin karlovaci kereskedő adományából építették.

- Keresztelő Szent János tiszteletére szentelt szerb pravoszláv temploma[7] középkori eredetű, mai formájában 1701-ben épült. A II. világháborúban súlyos károkat szenvedett, ma romos állapotban áll.[6]  A templom a településen kívül, egy kiemelkedő helyen áll. Az egyhajós, 12. századi eredetű román stílusú épület nyugat-keleti tájolású. Négyszögletes alaprajzú hajóval, keskenyebb félköríves szentéllyel és oromzaton két harang számára kialakított harangtoronnyal. Az egyszerűen kidolgozott homlokzatokat kisebb ablaknyílások tagolják. Az épület eredetileg katolikus templom volt, a 18. században vette át a szerb ortodox vallási közösség. A török előtti időszak kevés fennmaradt épületének egyike Lika területén.